# 花园口镇 (靖宇县)
花园口镇，是中华人民共和国吉林省白山市靖宇县下辖的一个乡镇级行政单位。

## 行政区划
花园口镇下辖以下地区：
皇封参社区、花园村、新华村、腰甸子村、珠宝村、松江村、新春村、巴里村、爬梨沟村、仁义村、榆树川村、松阳村、兴农村、双河村、山河村、仁和村、新立村、胜利村、前进村和江沿村。